# Quinto Tineio Rufo
Quinto Tineio Rufo (Quintus Tineius Rufus) (c. 90 – após 132), era o governador da Judeia, à época em que eclodiu a Terceira guerra judaico-romana, também chamada de Guerra de Barcoquebas.
Antes disso, governara a província da Trácia entre 124 e 126, tendo sido designado cônsul sufecto entre Maio e Setembro de 127.
Casou-se com uma mulher cuja identidade desconhecemos e teve um filho: Quinto Tineio Sacerdo Clemente, que foi cônsul em 158.